# کویاوه (لهستان)
کویاوه (به لهستانی:  Kujawy) یک روستا در لهستان است که در گمینا ستژلچکی واقع شده‌است. کویاوه  ۷۰۰ نفر جمعیت دارد.